# 부정망상
부정망상 (不貞妄想, delusion of infidelity 또는 delusional jealousy) 또는 오셀로 증후군(Othello syndrome)은 부인 또는 남편이 상대방의 정조(貞操)를 의심하는 망상성 장애의 하나이다. 의처증이나 의부증으로 잘 알려져 있다. 편집성 인격장애환자의 경우, 부정망상으로 이어질 가능성이 매우 높다.

## 오셀로 증후군(Othello Syndrome)
- 희곡 "오셀로"에서 유래된 단어. 극 중 인물인 이아고가 오셀로에게 그의 부관인 카시오와 그의 아내인 데스데모나가 불륜을 저질렀다고 모함하여 오셀로가 데스데모나를 죽이게 되는데 이 사건에서 오셀로의 아내에 대한 의심을 '오셀로 증후군(의처증)'으로 부르게 됨.

## 증상
- 배우자가 부정한 행동을 하여 자신이 피해를 입고 있다고 느끼고 있다.
- 명확한 증거와 근거를 제시했음에도 불구하고, 확실하게 믿지 않은 경우가 많으며 환자 본인이 오히려 배우자의 부정적인 행동에 대한 증거를 찾고 싶어 한다.
- 배우자가 불륜을 저질렀다는 망상에 따른 행동이상을 동반한다.

## 행위
자신의 망상을 뒷받침할 수 있는 증거를 찾기 위해 아래와 같은 행위를 서슴없이 하고 있다.
- 도청, 녹음, 비디오 촬영, 미행, 폭력, 협박

## 치료방법
- 다른 면에서는 정상적인 행동을 하기에 다른 정신질환보다 치료시기가 늦어지는 경우가 많다.
- 의사도 환자의 망상 속의 한 인물이 되기 쉽기 때문에 정신과 질병 가운데 가장 치료하기 어려운 병으로 알려져 있다.
- 향정신성의약품을 사용한 약물치료, 정신치료, 부부치료 및 가족치료 등의 방법이 있다.

## 같이 보기
- 조현증
- 피해망상
- 과민반응
- 편집증
- 스토킹
- 사이버스토킹
- 망상
- 오셀로